# Anna Muthesius

Anna Muthesius in einem von ihr entworfenen Kleid, Abbildung aus ihrem Buch Das Eigenkleid der Frau, 1903

Anna Muthesius (* 12. August 1870 in Aschersleben als Anna Trippenbach; † 30. März 1961 in Berlin-Zehlendorf) war eine deutsche Konzertsängerin, Innenarchitektin und Modedesignerin, die insbesondere für ihre Rolle für die deutsche Reformkleidung bekannt ist.

## Leben
Anna Muthesius wurde als Tochter des Kustos und Lehrers Karl Emil Trippenbach (1819–1888) und Charlotte Kratz (1824–1892) in Aschersleben geboren. Nach dem Tod ihres Vaters lebte sie mit ihrer Mutter bei ihrem Bruder in Pansfelde, wo dieser Pastor war, später eine Weile in Ballenstedt. Während ihres Studiums des Gesangs in München und Berlin lernte sie Hermann Muthesius kennen, den sie 1896 heiratete. Das Paar bekam fünf Kinder: Günther (1898–1974) wurde Architekt, Klaus (1900–1959) wurde Landwirt, Eckart wurde ebenfalls Architekt und die Tochter Renata (1913–2016) heiratete den Bühnenbildner Siegfried Stepanek (1921–1969). Die Tochter Waltraud verstarb 1912 im Säuglingsalter.

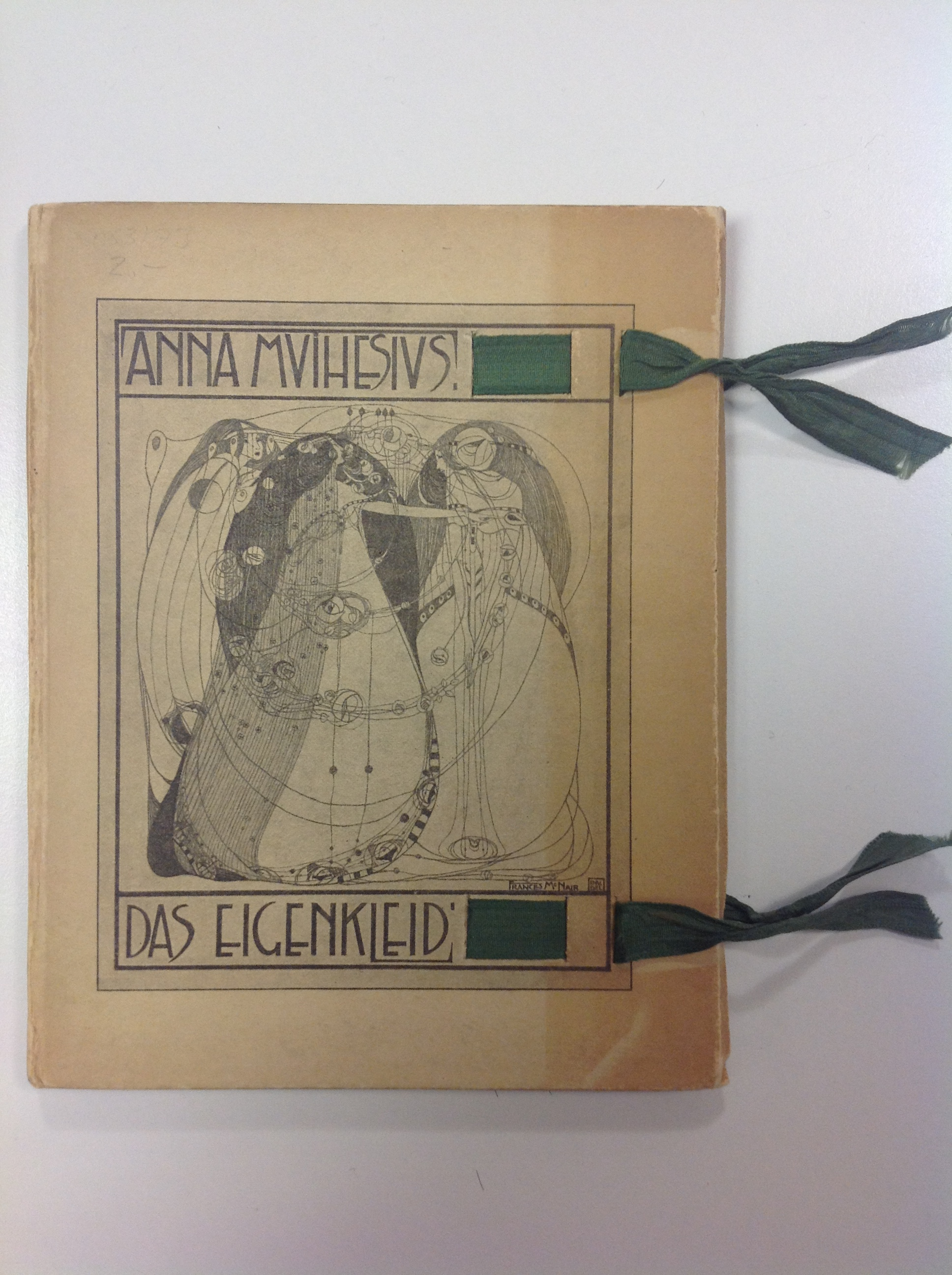
Anna Muthesius’ Buch Das Eigenkleid der Frau (1903) mit einer Zeichnung von Frances MacDonald McNair

Zwischen 1896 und 1903 lebte die Familie Muthesius in London, wo das Ehepaar mit der Arts and Crafts Bewegung, dem Artistic Dress und den Ideen der Lebensreform in Berührung kam. Insbesondere entstand ein enger Kontakt zu dem Maler Walter Crane und Mitgliedern der Glasgow School, wie etwa Charles Rennie Mackintosh und dessen Frau Margaret MacDonald Mackintosh, die zu engen Freunden des Paares wurden. Charles Rennie Mackintosh wurde unter anderem Pate ihres Sohnes Eckart. 

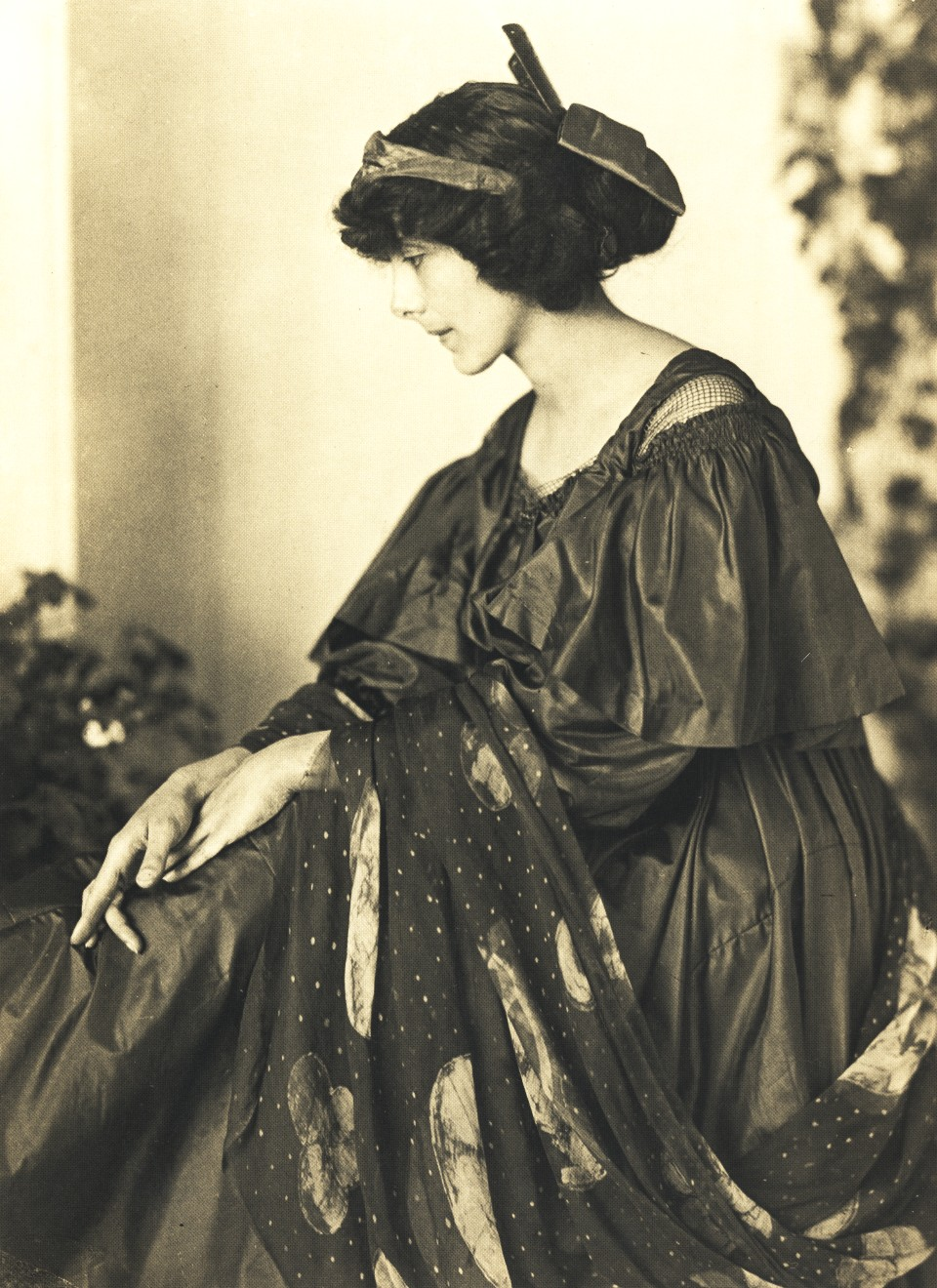
Anna Muthesius in einem von ihr entworfenen Kleid, fotografiert von Jacob Hilsdorf, 1911

Muthesius begann sich insbesondere mit Reformkleidung und dem Korsett zu beschäftigen. 1903 veröffentlichte sie ihren Vortrag am Kaiser-Wilhelm-Museum in Krefeld als Buch Das Eigenkleid der Frau mit zahlreichen Abbildungen auch eigener Kleiderkreationen, in dem sie konstatierte: „Deutschland ist mitten in einer Bewegung zur Annahme einer neuen Frauentracht.“ Neben Henry van de Velde, Paul Schultze-Naumburg, Margarethe von Brauchitsch und Alfred Mohrbutter wurde sie so zur maßgeblichen Figur in der deutschen Reformkleidbewegung. Anna Muthesius’ Position zeichnete insbesondere aus, dass sie die Frau aus der passiven Rolle der Dekorierten lösen wollte und die Individualität der Trägerin betonte. Ihre Eigenkleider vertrieb sie unter anderem über die Deutschen Werkstätten Hellerau und über Kaufhäuser wie das Kaufhaus Renner in Dresden. Für Vorträge reiste sie nach Breslau, Dresden und Düsseldorf.
Nach ihrer Rückkehr nach Deutschland ließ sich die Familie in Berlin-Nikolassee nieder, wo Hermann Muthesius 1906/07 in der Potsdamer Chaussee 49 das Haus Muthesius errichtete. Während der Zeit des Nationalsozialismus versteckte Anna Muthesius die Malerin Julie Wolfthorn dort, konnte sie jedoch nicht vor der Deportation und Ermordung bewahren.
Ab 1912 veranstaltete Anna Muthesius regelmäßig einen künstlerischen Salon im Sommerhaus der Familie in Vitte auf Hiddensee, wo unter anderem die Künstlerin Irma Lang-Scheer häufig zu Gast war. 1914 übernahm Anna Muthesius, inzwischen als Designerin und Mitglied des Werkbundes weithin bekannt, zusammen mit Else Oppler-Legband und Lilly Reich die Organisation des Pavillons Haus der Frau auf der Kölner Werkbundausstellung 1914.
Anna Muthesius starb 1961 im Alter von 90 Jahren in Berlin. Sie wurde auf dem Evangelischen Kirchhof Nikolassee beigesetzt, neben ihrem 34 Jahre zuvor verstorbenen Ehemann. Auf Beschluss des Berliner Senats wurde das gemeinsame Grab 1984 zum Berliner Ehrengrab. Seit 2023 gibt es in unmittelbarer Nähe des Berliner Wohnortes der Familie den Anna- und Hermann-Muthesius-Steig.
Anna Muthesius’ Nachlass befindet sich im Deutschen Kunstarchiv in Nürnberg.

## Schriften
- Das Eigenkleid der Frau. Krefeld, Kramer & Baum 1903 (Digitalisat).
- „Die Ausstellung künstlerischer Frauen-Kleider im Waren-Haus Wertheim-Berlin“. In: Deutsche Kunst und Dekoration, 14. Halbband (April bis September 1904), S. 441–456 (Digitalisat).
- „Das Frauenkleid in England“. In: Deutsche Kunst und Dekoration. 17.1905–1906, S. 90 (Digitalisat).
- „Ausstellung von Kleidern in der Kölner Flora“. In: Deutsche Kunst und Dekoration. 21.1907, S. 212–213 (Digitalisat).